# Slangerup
Slangerup ist eine Stadt mit 6824 (Stand 1. Januar 2023) Einwohnern im Norden der dänischen Insel Seeland (Sjælland) in der Frederikssund Kommune. Bis zur Kommunalreform 2007 war sie Hauptort der Slangerup Kommune. Die Stadt befindet sich (Luftlinie) ca. 6 km östlich von Frederikssund, 12 km südwestlich von Hillerød und 32 km nordwestlich der Kopenhagener Innenstadt.

## Geschichte
Slangerup wird erstmals in einem Text, geschrieben um 1160, erwähnt.
Um 1250 wurde Slangerup zur Marktstadt, verlor diesen Status 1809 jedoch wieder. Zu dieser Zeit war die Stadt eine der ärmsten und kleinsten auf ganz Seeland, da sie bereits im 17. Jh. durch Nachbarorte wie Hillerød große Konkurrenz bekam und zudem unter der schwedischen Besatzung im 16. Jh. gelitten hatte. Außerdem gab es große Brände in den Jahren 1719, 1724, 1727 und auch 1808, welche große Schäden anrichteten.
1904 wurde eine für Autos befahrbare Straße nach Kopenhagen gebaut. 1906 wurde eine Bahnstrecke von Kopenhagen nach Slangerup eröffnet, welche 1948 vom Staat übernommen wurde. Der Streckenabschnitt Farum–Slangerup wurde 1954 aus Kostengründen wieder geschlossen.

## Sehenswürdigkeiten

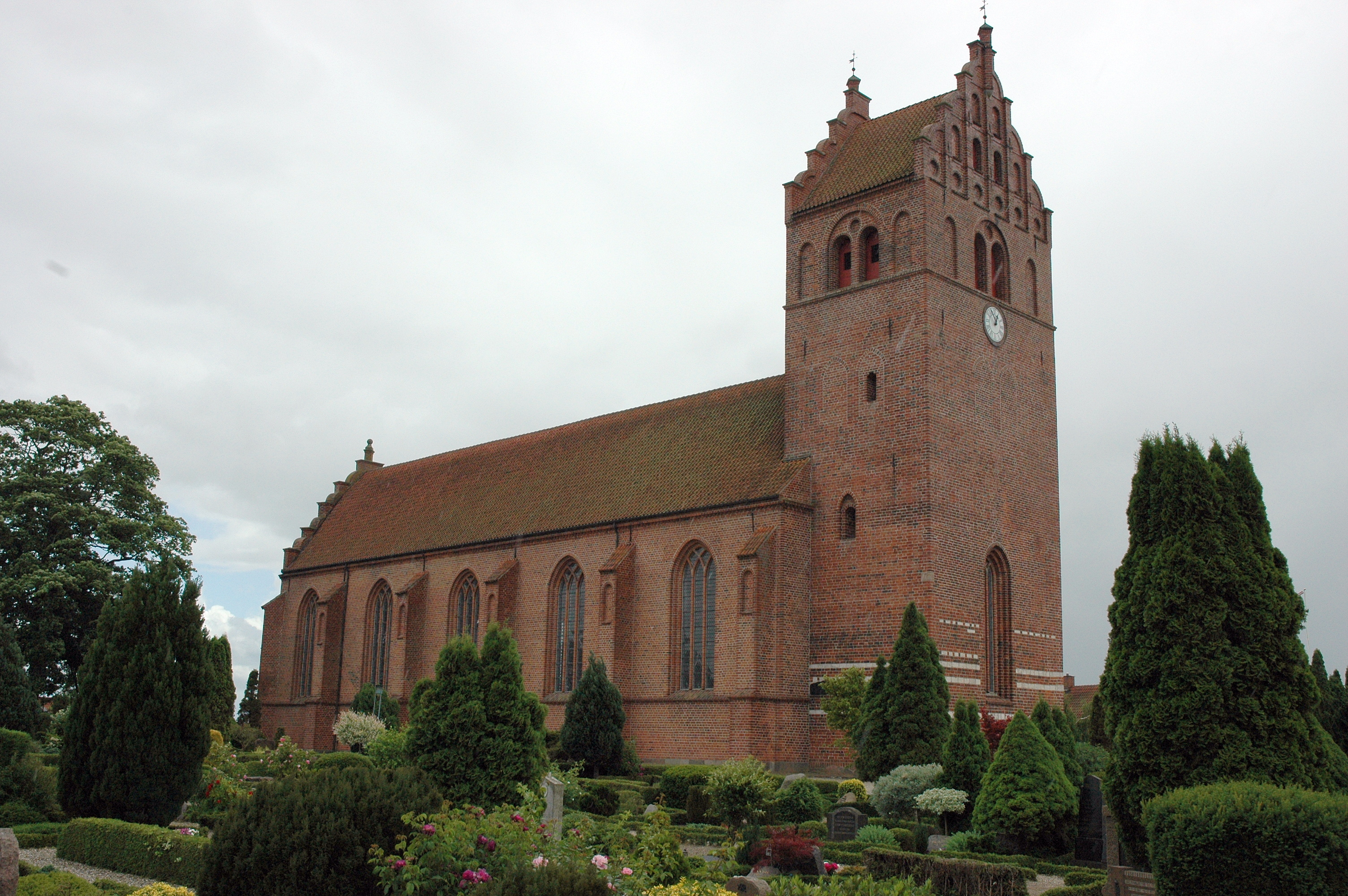
Slangerup Kirke

In Zentrum von Slangerup liegt die etwa 430 Jahre alte Slangerup Kirke.

## Söhne und Töchter der Stadt
- Erik Ejegod (1056–1103), König von Dänemark
- Thomas Kingo (1634–1703), Bischof und Dichter